# 彭布羅克郡旗
彭布羅克郡旗（Flag of Pembrokeshire）是英國威爾斯彭布羅克郡的旗幟，設計者是Peter Stock、Dewi Pritchard、Jim Brock、Marjorie Jacobs。設計時間是1970年代，並在1988年開始使用。彭布羅克郡旗系以聖大衛旗為基礎設計。